# Jesus curando a orelha do servo

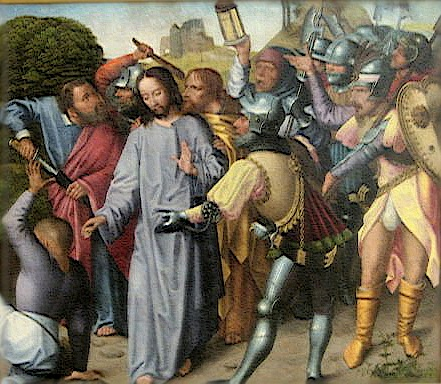
Jesus curando a orelha do servo.
1500. Pelo Mestre da peça de altar de Évora, atualmente no Museu de Évora, Portugal.

Jesus curando a orelha do servo é um dos milagres de Jesus. A violência foi relatada nos quatro Evangelhos (João 18:10–11, Mateus 26:51; Marcos 14:47 e Lucas 22:49–51), mas o nome do servo, Malco, e de Pedro só aparecem em João. Este, contudo, não cita o milagre em si.

## Narrativa bíblica
O Evangelho de Lucas descreve Jesus curando a orelha do servo de um sumo-sacerdote judeu durante a prisão de Jesus, logo após um de seus apóstolos ter cortado-a fora:
| “ | «Os que estavam ao redor dele, vendo o que ia suceder, perguntaram: Senhor, firamo-los à espada? Um deles deu um golpe no servo do sumo sacerdote e decepou-lhe a orelha direita. Disse Jesus: Deixai-os, basta! E tendo-lhe tocado a orelha, o sarou.» (Lucas 22:49:51) | ” |

Este episódio de cura segue imediatamente o beijo de Judas e é o último milagre relatado nos evangelhos canônicos antes da Crucificação de Jesus.